# SN 1985B
SN 1985B – supernowa typu Ia odkryta 17 stycznia 1985 roku w galaktyce NGC 4045. W momencie odkrycia miała maksymalną jasność 13,00m.